# Никольский собор (Серпухов)
Собор Нико́лы Бе́лого (Нико́льский собо́р, храм Святи́теля Никола́я) — православный храм в историческом центре города Серпухова Московской области. Относится к Серпуховскому благочинию Подольской епархии Русской православной церкви.

## История

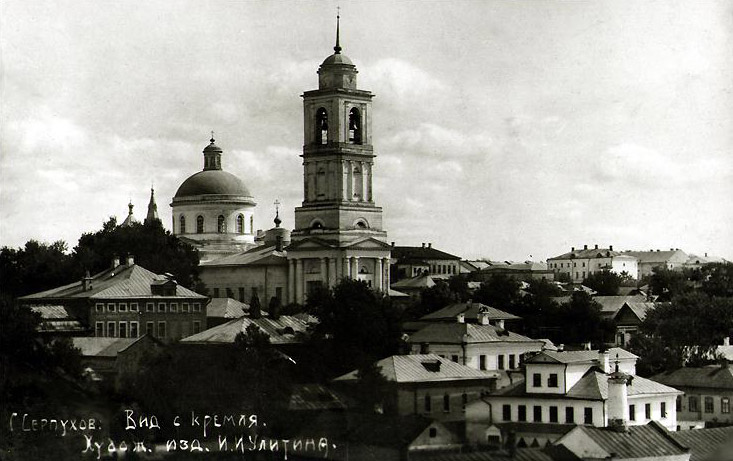
Кафедральный собор Николы Белого в начале XX века

На месте современного собора в XVI веке — начале XVII века деревянный храм, упоминаемый в описях Серпухова 1552 и 1620 годов. К 1649 году здесь же сооружена каменная церковь, предположительно работы ярославских мастеров.
В 1713 году по инициативе Михаила Попова, подьячего земской избы Серпухова, издаётся указ о строительстве нового каменного храма из известняка. Работы завершены в марте 1721 года. Сооружение состояло из увенчанного одной главой четверика с алтарной пристройкой, имевшей симметрично расположенные шатровые завершения над жертвенником и диаконником.
Очередной проект перестройки храма разработан в 1831 году архитекторами Таманским и Шестаковым. Строительство осуществлено с 1833 по 1857 год.
2 июня 1924 года храм посетил патриарх Тихон, присвоивший храму статус кафедрального.
В 1929 году собор был закрыт, колокольня частично разрушена. Возвращён церкви в 1995 году. В 2005 году торжественно освящён после реставрации. Созданы два новых придела Богоматери «Поможение Родам» и Новомучеников Серпуховских.
В советские годы в храме размещалась макаронная фабрика.
28 июля 2005 года храм посетил патриарх Московский и всея Руси Алексий II.

## Архитектурные особенности
Собор — представитель московского ампира. Материал строительства — кирпич, в элементах декора использован белый камень. Стены храма оштукатурены. Представляет собой четверик с одной апсидой и двумя боковыми папертями-портиками, несущий купольную ротонду. С запада к основному объёму постройки примыкают четырёхстолпная трапезная и многоярусная колокольня. На колокольне храма установлен самый большой городской колокол. Он был отлит в Ярославской области из сплава бронзы, серебра и меди. Весит колокол 5 тонн (язык 150 килограммов).

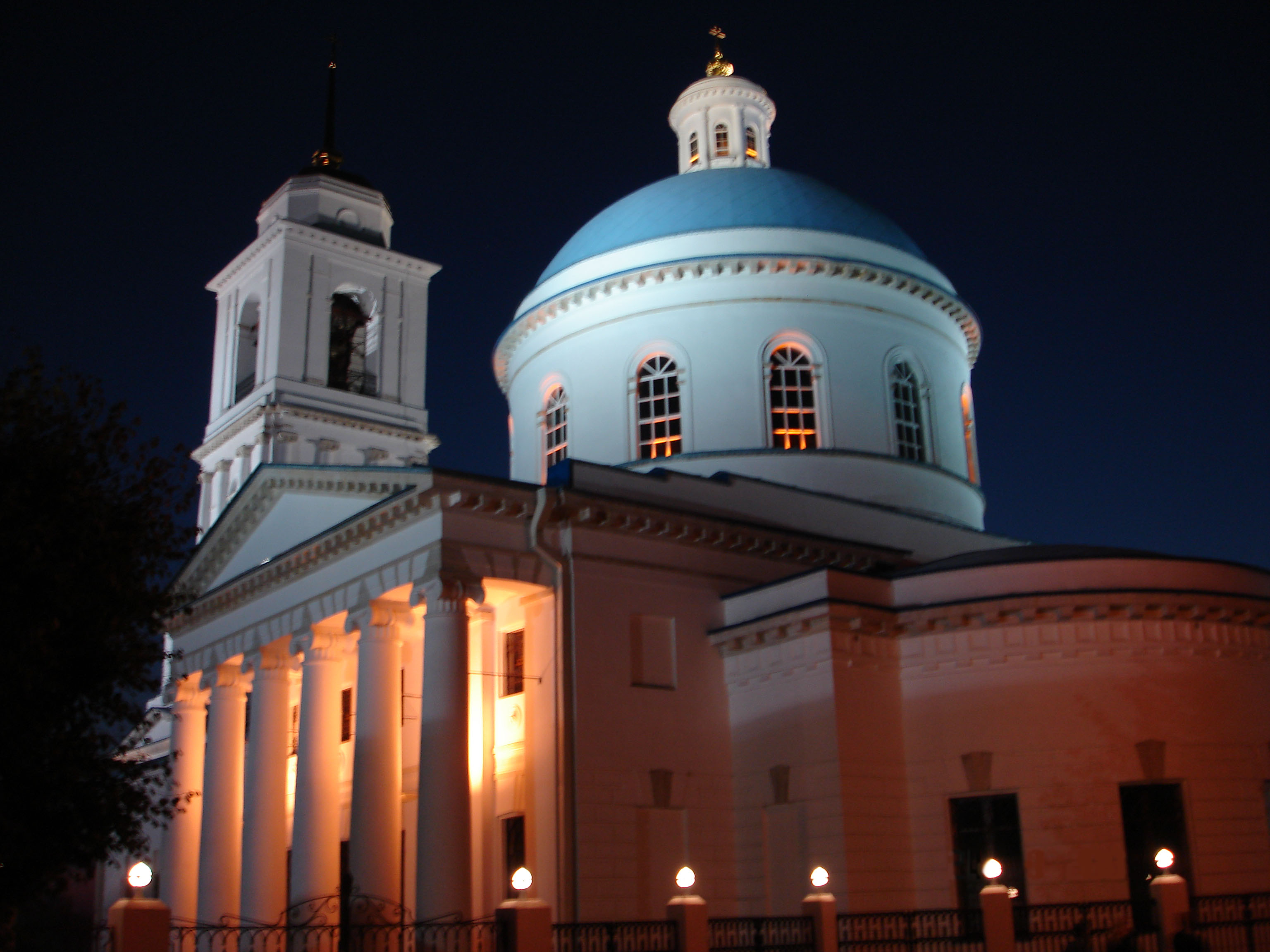
Кафедральный собор Николы Белого.
Вид с юго-востока в тёмное время суток.